# Hulu
Hulu (/ˈhuːluː/, HOO-loo) là một dịch vụ thuê bao phát trực tuyến video của Mỹ, thuộc sở hữu của Disney Streaming, một công ty con của bộ phận Disney Entertainment thuộc Công ty Walt Disney. Dịch vụ này được ra mắt vào ngày 29 tháng 10 năm 2007, ban đầu được xem như một liên doanh giữa News Corporation (sau này là 21st Century Fox) và NBC Universal, sau đó được Comcast mua lại. Nhiều công ty như AT&T's WarnerMedia, Providence Equity, và Công ty Walt Disney đã mua cổ phần trong dịch vụ này. Hulu đóng vai trò như một nền tảng tổng hợp các tập gần đây của các chương trình truyền hình từ các đài phát sóng truyền hình tương ứng của các chủ sở hữu. Vào năm 2010, Hulu ra mắt dịch vụ đăng ký, ban đầu được xây dựng thương hiệu là "Hulu Plus", bao gồm các mùa đầy đủ của các chương trình từ các công ty và đối tác khác, cũng như quyền truy cập không bị trì hoãn vào các tập mới. Vào năm 2017, công ty đã ra mắt Hulu with Live TV — một dịch vụ truyền hình phát trực tuyến OTT cung cấp quyền truy cập vào các kênh truyền hình phát sóng.
Vào năm 2011, Hulu đã ra mắt dịch vụ của mình tại Nhật Bản, đánh dấu sự mở rộng quốc tế đầu tiên và duy nhất của mình. Ba năm sau, vào năm 2014, Hulu Nhật Bản được Nippon TV mua lại và tách khỏi đối tác Mỹ của nó. Kể từ tháng 2 năm 2021, nội dung gốc của Hulu đã được phân phối bên ngoài Hoa Kỳ thông qua Disney+ dưới thương hiệu Star. Vào năm 2019, Disney đã mua lại cổ phần đa số tại Hulu như một phần của việc mua lại 21st Century Fox, và sau đó mua lại các cổ phần còn lại thuộc sở hữu của AT&T và Comcast vào năm 2019 và 2023, lần lượt, giúp họ sở hữu hoàn toàn Hulu. Sau khi mua lại, Disney đã thực hiện một ra mắt thử nghiệm tích hợp Hulu vào Disney+ như một trung tâm nội dung vào tháng 12 năm 2023, cho phép người đăng ký cả hai dịch vụ có thể truy cập nội dung Hulu từ trong ứng dụng Disney+. Hulu là một trong ba dịch vụ phát trực tuyến trong gói Disney Bundle, cùng với Disney+ và ESPN+.
Vào ngày 6 tháng 1 năm 2025, Diswney bắt đầu mua lại 70% cổ phần tại FuboTV, với dịch vụ truyền hình trực tiếp của Fubo sáp nhập với Hulu's Live TV. Công ty kết hợp sẽ vẫn niêm yết công khai trên Sàn giao dịch Chứng khoán New York, nhưng sẽ được kiểm soát bởi các giám đốc điều hành của Disney. Như một phần của thỏa thuận, Fubo đã giải quyết vụ kiện chống lại ESPN Inc. (được Disney sở hữu đa số), Fox Corporation (bên kế thừa của 21CF), và Warner Bros. Discovery (bên kế thừa của WarnerMedia sau khi sáp nhập với Discovery, Inc.) liên quan đến một liên doanh có tên là Venu Sports, với Fubo được cấp lệnh tạm thời ngăn chặn việc ra mắt vào tháng 8 năm 2024. Theo Disney và Fubo, việc sáp nhập sẽ mất từ 12 đến 18 tháng. Venu Sports đã ngừng hoạt động vài ngày sau đó.

## Tên gọi
Tên gọi Hulu xuất phát từ hai cụm từ trong tiếng Quan Thoại (tiếng Trung chuẩn), húlu (葫芦; 葫蘆; "bầu, quả bầu") và hùlù (互录; 互錄; "ghi âm tương tác").
Jason Kilar, người từng là Giám đốc điều hành (CEO) của Hulu, cho biết rằng cái tên này bắt nguồn từ một thành ngữ Trung Quốc: 
| “ | Hulu trong tiếng Quan Thoại có nghĩa là quả bầu. Khi chúng tôi ra mắt Hulu, chúng tôi nghĩ rằng đây là một cái tên tuyệt vời. Nó mang biểu tượng tuyệt đẹp của một vật chứa những thứ quý giá, giống như một nơi lưu giữ nội dung cao cấp. Đó là lý do tại sao chúng tôi đặt tên nó là Hulu. | ” |

## Lịch sử

### Những năm đầu (2007–2010)
Những cá nhân đóng vai trò quan trọng trong việc thành lập Hulu bao gồm Bruce Campbell, Peter Chernin, JB Perrette, Mike Lang, Beth Comstock, George Kliavkoff, Darren Feher, và Jason Kilar. Rus Yusupov, nhà thiết kế chính của đội ngũ thiết kế ban đầu của Hulu, đã đóng vai trò quan trọng trong việc định hình giao diện và trải nghiệm người dùng ban đầu của nền tảng. Hulu được công bố vào tháng 3 năm 2007 với sự tham gia của AOL, NBCUniversal (lúc đó thuộc sở hữu chung của General Electric và Vivendi), MSN, Myspace (lúc đó thuộc sở hữu của News Corporation), và Yahoo! dự kiến là "các đối tác phân phối ban đầu". Jason Kilar được bổ nhiệm làm Giám đốc điều hành Hulu vào cuối năm 2007. NBC đã đóng cửa nỗ lực video trực tuyến trước đây của mình, NBBC, để tập trung vào Hulu.
Tên Hulu được chọn vào cuối tháng 8 năm 2007, khi trang web ra mắt với chỉ một thông báo và không có nội dung. Nó mời người dùng để lại địa chỉ email của họ để tham gia thử nghiệm beta. Vào tháng 10 năm 2007, Hulu bắt đầu thử nghiệm beta riêng tư bằng lời mời, và sau đó cho phép người dùng mời bạn bè. Hulu chính thức ra mắt công chúng tại Hoa Kỳ vào ngày 12 tháng 3 năm 2008.
Hulu đã khởi động một chiến dịch quảng cáo trong buổi phát sóng trận Super Bowl XLIII của NBC với quảng cáo đầu tiên có sự tham gia của Alec Baldwin, mang tên "Alec in Huluwood". Sau đó, các quảng cáo tiếp tục được phát sóng với sự góp mặt của Eliza Dushku, Seth MacFarlane, Denis Leary, và Will Arnett.
Vào tháng 7 năm 2007, Providence Equity, chủ sở hữu của Newport Television, trở thành một trong những nhà đầu tư "bên ngoài" sớm nhất bằng cách mua 10 phần trăm cổ phần của công ty với khoản đầu tư vốn trị giá 100 triệu đô la Mỹ, trước khi công ty được biết đến với tên gọi "Hulu". Kèm theo khoản đầu tư này là một ghế trong ban giám đốc, nơi Providence được cho là sẽ đóng vai trò "tiếng nói độc lập trong ban lãnh đạo". Vào tháng 4 năm 2009, Công ty Walt Disney gia nhập liên minh Hulu với tư cách là cổ đông, với kế hoạch cung cấp nội dung từ ABC, ESPN và Disney Channel.

### Nhiều liên doanh (2010–2019)
Vào đầu năm 2010, Giám đốc điều hành của Hulu, Jason Kilar, cho biết dịch vụ này đã có lãi trong hai quý và công ty có thể đạt doanh thu hơn 100 triệu đô la vào mùa hè năm 2010, cao hơn tổng thu nhập của cả năm 2009. Theo ComScore, số lượt phát video hàng tháng đạt 903 triệu vào tháng 1 năm 2010, gấp hơn ba lần con số của một năm trước đó, và chỉ đứng sau YouTube. Vào ngày 16 tháng 8 năm 2010, một báo cáo tiết lộ rằng Hulu đang lên kế hoạch cho đợt phát hành cổ phiếu lần đầu ra công chúng (IPO), có thể định giá công ty ở mức hơn 2 tỷ đô la.
Vào tháng 6 năm 2011, một "đề nghị không mời" khiến Hulu bắt đầu "xem xét liệu có nên bán mình hay không". Tuy nhiên, Hulu và các chủ sở hữu của nó từ chối bán công ty, vì không có bên nào đưa ra mức giá thỏa đáng cho các chủ sở hữu. Vào tháng 9 cùng năm, dịch vụ này ra mắt tại Nhật Bản; đánh dấu sự mở rộng quốc tế đầu tiên và duy nhất của Hulu.
Hulu tạo ra doanh thu 420 triệu đô la vào năm 2011, thấp hơn 80 triệu đô la so với mục tiêu của công ty. Vị trí Giám đốc điều hành trống đã chính thức được lấp đầy bởi cựu Chủ tịch Fox Networks Mike Hopkins vào ngày 17 tháng 10 năm 2013.
Vào tháng 10 năm 2012, Providence đã bán 10% cổ phần của mình cho "các chủ sở hữu phương tiện truyền thông của Hulu" và ngừng tham gia vào ban giám đốc. Vào ngày 27 tháng 2 năm 2014, Nippon Television Network Corporation đã mua lại hoạt động kinh doanh tại Nhật Bản của Hulu. Dịch vụ này sẽ giữ lại thương hiệu và công nghệ "Hulu" tại Nhật Bản dưới một công ty con của Nippon như một phần của thỏa thuận riêng biệt.
Vào ngày 3 tháng 8 năm 2016, Time Warner (sau này là WarnerMedia, hiện nay là Warner Bros. Discovery) đã mua lại 10% cổ phần của Hulu. Hopkins rời đi và được bổ nhiệm làm Chủ tịch Sony Pictures TV. Randy Freer, Giám đốc điều hành của Fox Networks Group, được bổ nhiệm làm Giám đốc điều hành vào ngày 24 tháng 10 năm 2017.

### Disney nắm quyền sở hữu đa số (2019–2023)
Vào ngày 20 tháng 3 năm 2019, Disney mua lại 21st Century Fox, giúp công ty nắm giữ 60% cổ phần đa số tại Hulu. Vào ngày 15 tháng 4 năm 2019, AT&T bán lại 10% cổ phần của mình trong Hulu cho công ty với giá 1,43 tỷ đô la, để lại Disney với 67% và Comcast với 33%. Comcast, cổ đông duy nhất còn lại, thông báo vào ngày 14 tháng 5 năm 2019 rằng họ đã đồng ý từ bỏ quyền kiểm soát cho Disney và đạt được thỏa thuận để Disney mua lại 33% cổ phần của công ty sớm nhất là vào năm 2024.

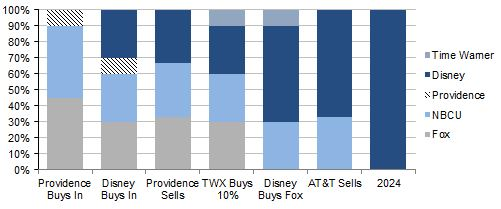
Lịch sử sở hữu của Hulu

Vào ngày 14 tháng 5 năm 2019, Comcast từ bỏ quyền kiểm soát Hulu cho Disney có hiệu lực ngay lập tức. Kết quả là, dịch vụ phát trực tuyến trở thành một bộ phận của Walt Disney Direct-to-Consumer & International (DTCI), với Comcast thực tế trở thành một đối tác thầm lặng. Theo thỏa thuận, 33% cổ phần của Comcast có thể được bán cho Disney theo giá trị thị trường hợp lý sớm nhất là vào năm 2024. Giá trị thị trường công bằng sẽ được xác định vào thời điểm đó, nhưng Disney đảm bảo mức định giá tối thiểu của toàn bộ công ty ở mức 27,5 tỷ đô la (định giá cổ phần của Comcast ít nhất là 9,075 tỷ đô la). Randy Freer sẽ báo cáo lên giám đốc điều hành Disney Kevin Mayer. Disney tuyên bố rằng việc kiểm soát Hulu là thành phần thứ ba quan trọng trong chiến lược phân phối trực tiếp đến người tiêu dùng của mình, bổ sung cho dịch vụ phát trực tuyến thể thao ESPN+, và dịch vụ sắp ra mắt Disney+. Hulu sẽ tập trung vào giải trí "chung" và nội dung hướng đến khán giả trưởng thành. NBCUniversal sẽ tiếp tục cấp phép nội dung của mình cho dịch vụ này ít nhất đến năm 2024, nhưng họ sẽ có tùy chọn bắt đầu chuyển các thỏa thuận độc quyền với Hulu sang các điều khoản không độc quyền từ năm 2020, và kết thúc các thỏa thuận nội dung khác từ năm 2022.

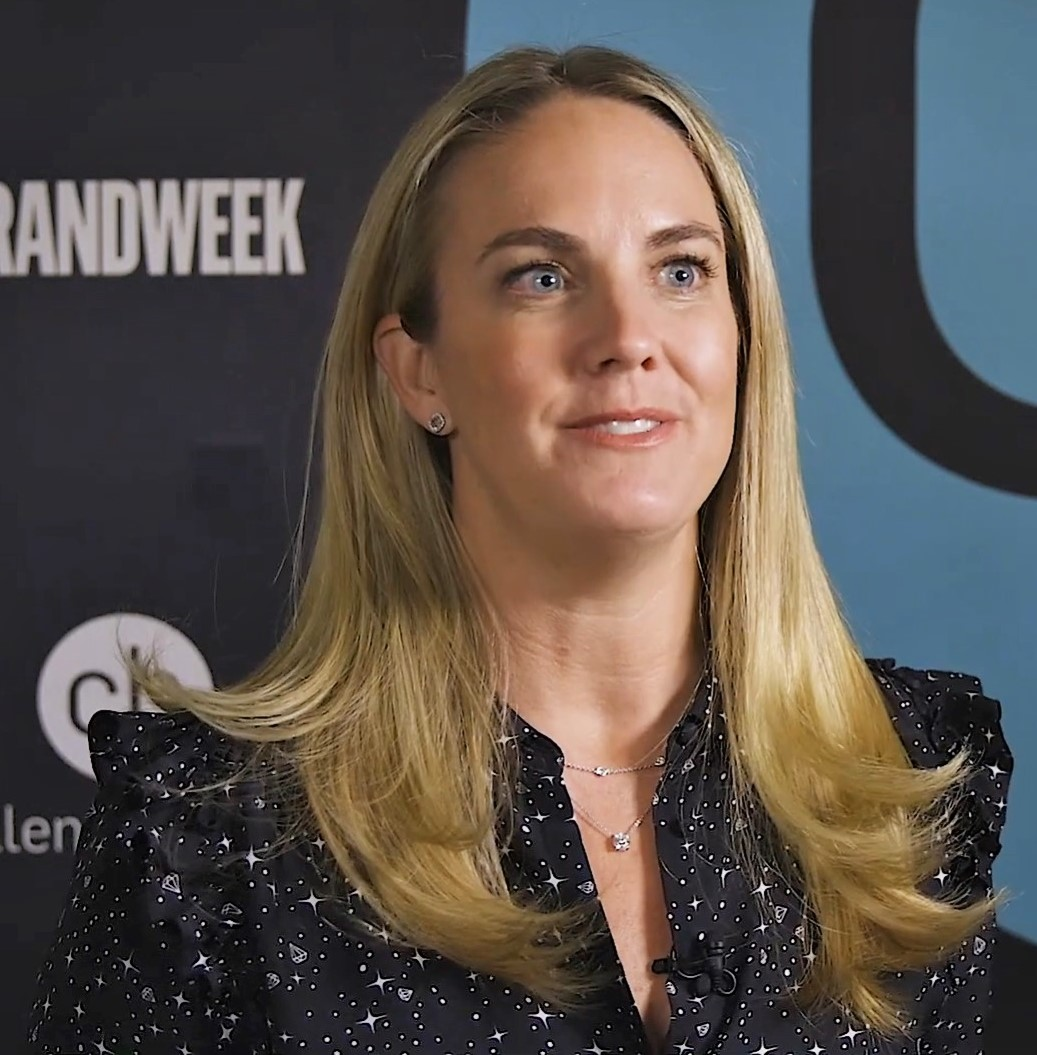
Kelly Campbell, giám đốc marketing, sau đó là chủ tịch của Hulu, phát biểu tại AdWeek vào năm 2019.

Vào ngày 31 tháng 7 năm 2019, Disney tái cấu trúc cơ cấu báo cáo của Hulu, đặt đội ngũ Nội dung Gốc Kịch bản của Hulu dưới sự quản lý của Disney General Entertainment Content. Theo cấu trúc mới, Phó Chủ tịch Cấp cao của Hulu về Nội dung Gốc Kịch bản sẽ báo cáo trực tiếp cho chủ tịch của Disney Television Studios và ABC Entertainment. Tính đến tháng 11 năm 2019, FX và Fox Searchlight được giao nhiệm vụ cung cấp nội dung cho Hulu. Vào tháng 1 năm 2020, Disney loại bỏ vai trò CEO của Hulu, với các giám đốc cấp cao hàng đầu của Hulu sẽ báo cáo trực tiếp cho DTCI và Walt Disney Television. Vào ngày 31 tháng 1 năm 2020, Freer từ chức CEO của Hulu và vị trí này bị loại bỏ; các giám đốc cấp cao hàng đầu của Hulu hiện báo cáo trực tiếp cho DTCI và Walt Disney Television.
Vào tháng 6 năm 2021, Comcast cáo buộc Disney làm suy yếu sự phát triển và giá trị của Hulu bằng cách không mở rộng dịch vụ ra quốc tế, thay vào đó đã thêm thương hiệu Star như một phần mở rộng của Disney+ ở một số thị trường được chọn.
Vào ngày 7 tháng 9 năm 2021, Hulu thông báo rằng giá của các gói video theo yêu cầu chính và không quảng cáo sẽ tăng thêm $1 mỗi gói, lên $6,99 và $12,99 mỗi tháng, bắt đầu từ ngày 8 tháng 10. Vào tháng 10 năm 2021, chủ tịch Hulu Kelly Campbell từ chức và sau đó được bổ nhiệm làm chủ tịch của dịch vụ cạnh tranh Peacock thuộc NBCUniversal.
Vào ngày 22 tháng 11 năm 2021, Disney và WarnerMedia đạt được thỏa thuận để một số phim của 20th Century Studios và Searchlight Pictures được phát trực tuyến trên Disney+, Hulu và HBO Max trong năm 2022. Vào tháng 3 năm 2022, NBCUniversal quyết định sẽ rút nội dung khỏi Hulu và chuyển chúng sang Peacock, bắt đầu từ tháng 9. Vào tháng 1 năm 2022, Joe Earley trở thành chủ tịch của Hulu.
Vào tháng 9 năm 2022, Chapek cho biết Disney đang cân nhắc việc hợp nhất Hulu vào Disney+ vì mô hình này đã thành công bên ngoài Hoa Kỳ mà không gặp bất kỳ sự xung đột nội dung nào. Để đẩy nhanh kế hoạch, ông nói rằng Disney rất muốn mua lại 33,3% cổ phần của Comcast trong Hulu sớm hơn thời hạn 2024 mà hai bên đã thống nhất trước đó. Tuy nhiên, Comcast chưa đưa ra điều khoản hợp lý cho việc mua lại sớm và thay vào đó đã bày tỏ sự quan tâm đến việc tự mua lại Hulu nếu dịch vụ này được rao bán.
Vào ngày 18 tháng 5, có thông báo rằng Disney+ và Hulu sẽ loại bỏ gần 60 bộ phim và loạt phim gốc vào ngày 26 tháng 5 để "cắt giảm chi phí." Tin tức này đã gây ra một số phản ứng dữ dội, chủ yếu nhắm vào quyết định ban đầu loại bỏ Howard, bộ phim tài liệu về cuộc đời của nhà viết lời Howard Ashman, ngay trước Tháng Tự Hào và việc phát hành phiên bản chuyển thể live-action của The Little Mermaid. Tuy nhiên, vào ngày hôm sau, đã xác nhận rằng bộ phim sẽ vẫn có sẵn trên dịch vụ.
Vào ngày 10 tháng 7 năm 2023, Hulu ra mắt một trung tâm hoạt hình người lớn và anime có tên là Animayhem, bao gồm nhiều chương trình khác nhau của 20th Television Animation, chẳng hạn như American Dad, Bob's Burgers, Family Guy, The Cleveland Show và King of the Hill, cùng với nhiều chương trình khác. Ngoài ra, các mùa mới của Futurama và King of the Hill đã được đặt hàng cho dịch vụ này, trong khi công ty cũng tổ chức một trải nghiệm "tương tác" tại San Diego Comic-Con để quảng bá sự kiện, mang tên Hulu Animayhem: Into the Second Dimension. Trung tâm này cũng được ra mắt trên Disney+ quốc tế vào năm sau.

### Disney sở hữu hoàn toàn (2023–hiện tại)
Vào ngày 6 tháng 9 năm 2023, Giám đốc điều hành Comcast Brian L. Roberts thông báo rằng giá trị công bằng của cổ phần Hulu sẽ được đánh giá vào ngày 30 tháng 9. Vào tháng 11 năm 2023, Disney bắt đầu mua lại cổ phần của Comcast trong Hulu. Hai công ty trước đó đã đồng ý mức giá sàn tối thiểu là 8,6 tỷ đô la, số tiền này đã được thanh toán vào ngày 1 tháng 12. Vào ngày 6 tháng 12 năm 2023, Disney đã ra mắt một trung tâm nội dung cho Disney+, chứa nội dung Hulu dành cho người đăng ký gói Disney Bundle tại Hoa Kỳ ở chế độ beta. Trung tâm Disney+ chính thức ra mắt vào tháng 3 năm 2024; Hulu cũng tiếp tục có sẵn thông qua ứng dụng riêng của mình. Vào mùa hè năm 2024, Disney và Warner Bros. Discovery, được thành lập vào năm 2022 sau khi AT&T sáp nhập WarnerMedia với Discovery, Inc., đã công bố gói dịch vụ phát trực tuyến cung cấp quyền truy cập vào Disney+, Hulu và Max (trước đây là HBO Max), nhưng không bao gồm ESPN+. Gói này bắt đầu từ $16,99 với quảng cáo, và $29,99 mỗi tháng không quảng cáo, mặc dù quảng cáo sẽ được hiển thị trong nội dung chọn lọc và tuyến tính.

## Nội dung

### Nội dung gốc
Từ ngày 17 tháng 1 năm 2011 đến ngày 24 tháng 4 năm 2014, Hulu đã phát trực tuyến loạt phim web nội bộ của mình có tên The Morning After, một chương trình tin tức văn hóa đại chúng nhẹ nhàng. Chương trình được sản xuất bởi Hulu kết hợp với Jace Hall's HDFilms và có sự tham gia của Brian Kimmet và Ginger Gonzaga. Việc sản xuất chương trình là lần đầu tiên đối với công ty, vốn trước đây chủ yếu là nhà phân phối nội dung.
Vào ngày 16 tháng 1 năm 2012, Hulu thông báo rằng họ sẽ phát sóng chương trình kịch bản gốc đầu tiên của mình, có tên là Battleground, ra mắt vào tháng 2 năm 2012. Chương trình được phát sóng trên dịch vụ web miễn phí của Hulu thay vì trên dịch vụ dựa trên đăng ký Hulu Plus. Battleground được mô tả là một bộ phim chính trị theo phong cách tài liệu.
Cũng trong tháng đó, Hulu thông báo rằng họ sẽ phát sóng The Fashion Fund, một loạt thực tế gồm sáu phần, và người chiến thắng của chương trình sẽ nhận được $300.000 để bắt đầu sự nghiệp của họ.
Để tiếp tục với chiến lược nội dung gốc, Hulu thông báo rằng sẽ có tổng cộng bảy chương trình gốc được lên kế hoạch phát sóng trên dịch vụ của mình: Battleground, Day in the Life và Up to Speed đã được đề cập trước đó; và vào ngày 19 tháng 4, Hulu thêm bốn chương trình khác vào danh sách: Don't Quit Your Daydream, Flow, The Awesomes và We Got Next. Một số trong những chương trình này bắt đầu phát sóng vào năm 2012, trong khi các chương trình khác ra mắt trong vài năm tiếp theo.
Vào ngày 21 tháng 5 năm 2012, Hulu thông báo rằng họ sẽ mang Kevin Smith vào danh sách nội dung gốc. Smith dẫn chương trình thảo luận về phim có tên Spoilers, bắt đầu phát sóng vào giữa năm 2012.
Vào tháng 3 năm 2016, Lionsgate Premiere và Hulu cùng nhau mua lại quyền phân phối bộ phim Joshy, sau đó được phát hành vào ngày 12 tháng 8 năm 2016.
Vào ngày 4 tháng 5 năm 2016, Hulu mua lại The Beatles: Eight Days a Week, đây là bộ phim tài liệu đầu tiên mà họ mua lại, như một phần của bộ sưu tập Hulu Documentary Films dự kiến. Bộ phim ra mắt tại rạp vào ngày 15 tháng 9, trước khi ra mắt trên dịch vụ phát trực tuyến vào ngày 17 tháng 9.
Từ tháng 9 năm 2022, các chương trình quốc tế đã phát hành trên Disney+'s Star Hub và nội dung gốc quốc tế của Disney+ vượt quá giới hạn xếp hạng (tối đa TV-14 và PG-13) tại thị trường Hoa Kỳ bắt đầu phát hành trên Hulu.

### Đối tác nội dung
Sau khi dịch vụ bắt đầu, Hulu đã ký thỏa thuận với một số nhà cung cấp nội dung mới để cung cấp thêm tài liệu cho người tiêu dùng. Vào ngày 30 tháng 4 năm 2009, the Walt Disney Company thông báo rằng họ sẽ tham gia liên doanh, mua 27 phần trăm cổ phần trong Hulu.
Bắt đầu từ ngày 15 tháng 8 năm 2011, người xem nội dung từ Fox và các mạng liên quan cần xác thực dịch vụ cáp hoặc vệ tinh trả phí ở bất kỳ nơi nào Fox phát trực tuyến các tập phim, bao gồm cả trên Hulu, để có thể xem chúng vào sáng hôm sau lần phát sóng đầu tiên. Những người không đăng ký sẽ thấy các tập phim bị trì hoãn một tuần trước khi chúng có thể xem được.
Vào ngày 28 tháng 10 năm 2011, Hulu thông báo rằng họ đã ký một thỏa thuận kéo dài năm năm với The CW, cho phép trang phát trực tuyến này tiếp cận nội dung từ năm trong sáu mạng lưới lớn vào ngày hôm sau. Vào ngày 18 tháng 9 năm 2013, Hulu thông báo một thỏa thuận nhiều năm với BBC, sẽ cung cấp 2.000 tập từ 144 tựa đề khác nhau trong vòng 12 tháng đầu tiên.
Năm 2015, Hulu bắt đầu cung cấp nội dung từ Showtime với mức giá bổ sung $8,99/tháng, rẻ hơn dịch vụ phát trực tuyến riêng của Showtime. Vào ngày 16 tháng 6 năm 2016, Hulu thông báo một thỏa thuận với Disney-ABC Television Group để có được quyền SVOD độc quyền cho các mùa trước của bảy loạt phim từ Disney Channel, Disney Junior và Disney XD, cũng như hơn 20 bộ phim gốc của Disney Channel.
Thỏa thuận giữa The CW và Hulu kết thúc vào ngày 18 tháng 9 năm 2016; việc phát trực tuyến trong mùa của các chương trình hiện tại của CW chuyển sang nền tảng kỹ thuật số riêng của mạng lưới, và Netflix bắt đầu phát sóng các mùa trước của các chương trình của CW đến năm 2019. Tính đến  tháng 1 năm 2017, một lượng nội dung hạn chế từ thư viện của CBS có sẵn theo yêu cầu, chủ yếu giới hạn ở các chương trình không còn sản xuất tập mới. Một thỏa thuận đã đạt được để mang các bản phát sóng trực tiếp của CBS và một số kênh liên kết đến dịch vụ phát trực tiếp sắp ra mắt của Hulu cũng như để làm cho nhiều chương trình hơn có sẵn theo yêu cầu.
Vào tháng 4 năm 2018, Hulu thông báo hợp tác với Spotify cho phép người dùng mua cả hai dịch vụ phát trực tuyến với giá chiết khấu hàng tháng. Chiết khấu này cũng bao gồm mức giá chiết khấu lớn hơn cho sinh viên đại học.
Hulu phân phối video trên trang web riêng của mình và đồng thời phân phối lưu trữ cho các trang web khác, và cho phép người dùng nhúng các clip Hulu trên trang web của họ. Ngoài các chương trình và phim từ NBC, ABC và Fox, Hulu còn có các chương trình từ các mạng lưới: A&E, Big Ten Network, Bravo, E!, Fox Sports 2, FX, PBS, NFL Network, Oxygen, RT America, Fox Sports 1, SundanceTV, Syfy, USA Network, NBCSN, và các nguồn hài kịch trực tuyến như Onion News Network. Hulu giữ lại từ 30 đến 50 phần trăm doanh thu quảng cáo từ các chương trình mà nó phân phối.
Vào tháng 11 năm 2009, Hulu cũng bắt đầu thiết lập quan hệ đối tác với các hãng thu âm để phát nhạc video và các buổi biểu diễn hòa nhạc trên trang web, bao gồm EMI vào tháng 11 năm 2009, và Warner Music Group vào tháng 12 năm 2009.
Vào đầu tháng 3 năm 2010, Viacom thông báo rằng họ sẽ rút hai chương trình phổ biến nhất của trang web là The Colbert Report và The Daily Show khỏi Hulu. Các chương trình này đã được phát sóng trên Hulu từ cuối năm 2008. Một người phát ngôn của Viacom lưu ý rằng "trong mô hình kinh tế hiện tại, không có nhiều lợi ích cho chúng tôi để tiếp tục vào thời điểm này. Nếu họ có thể đạt đến mức mà mô hình kiếm tiền tốt hơn, thì chúng tôi có thể quay lại." Vào tháng 2 năm 2011, cả hai chương trình đã được cung cấp để phát trực tuyến trên Hulu một lần nữa. The Daily Show lại bị xóa khỏi Hulu vào tháng 3 năm 2017 nhằm thúc đẩy khán giả xem chương trình trên ứng dụng của Viacom và Comedy Central.
Năm 2012, Viz Media, Aniplex of America và các nhà phân phối khác đã hợp tác để tạo ra Neon Alley. Nó đã ra mắt vào ngày 2 tháng 10 năm 2012 như một kênh web 24/7, nhưng vào năm 2014 nó đã chuyển sang chỉ còn Hulu. Trang web chứa các bản lồng tiếng độc quyền với anime như Accel World, Blue Exorcist, Magi: The Labyrinth of Magic, Fate/Zero và phiên bản chưa cắt của Sailor Moon. Nó cũng có các chương trình như Naruto và Naruto: Shippuden, Death Note, Inuyasha, Bakuman, Ranma ½, One Piece, One Punch Man và Bleach. Nó ngừng hoạt động vào ngày 4 tháng 5 năm 2016. Tuy nhiên, Hulu vẫn lưu trữ hơn 300 anime từ Funimation, Aniplex of America, Viz Media và Sentai Filmworks, và các anime được chọn bắt đầu phát hành trở lại trên Hulu sau thỏa thuận giữa Disney và Sony Pictures kể từ năm 2021.
Vào tháng 4 năm 2017, Hulu đã ký một thỏa thuận giấy phép chiếu lần đầu với Annapurna Pictures. Hulu cũng có các thỏa thuận đầu ra với IFC Films và Magnolia Pictures.
Vào tháng 5 năm 2018, Hulu thông báo thỏa thuận cấp phép đầu tiên với DreamWorks Animation, trở thành ngôi nhà phát trực tuyến độc quyền cho các phim điện ảnh tương lai của DWA, cũng như các phim trong thư viện. DWA đã phát trực tuyến độc quyền qua Netflix kể từ năm 2013. Các phim sẽ có sẵn trên dịch vụ vào năm 2019, trong khi các loạt phim gốc sẽ có sẵn vào cuối năm 2020.
Vào tháng 10 năm 2018, PocketWatch đã ra mắt 90 tập phim dài 22 phút nội dung được đóng gói lại từ các đối tác sáng tạo YouTube của họ trên Hulu và Amazon Prime Video và hợp tác với Paramount Pictures để cấp phép chúng cho các nhà phân phối quốc tế.
Vào ngày 4 tháng 12 năm 2018, Hulu xác nhận một thỏa thuận SVOD nhìn trước đầu tiên độc quyền kéo dài nhiều năm với Funimation.
Vào tháng 6 năm 2019, Hulu và FX đã ký một thỏa thuận đầu ra với Lionsgate, nơi Hulu và FX sẽ lần lượt giành được quyền phát trực tuyến và truyền hình đối với các phim được phát hành dưới nhãn Lionsgate vào năm 2020 và 2021.
Vào tháng 8 năm 2019, Hulu đã đồng ý kiểm soát quyền phát trực tuyến đối với các bộ phim sắp ra mắt của Bleecker Street.
Vào ngày 2 tháng 3 năm 2020, Hulu đã ra mắt một "trung tâm" chuyên dụng cho nội dung từ FX mang thương hiệu "FX on Hulu", với dịch vụ này trở thành kênh phát trực tuyến độc quyền cho các loạt phim hiện tại và trước đây của mạng lưới. Bắt đầu với Breeders, các tập mới của loạt phim gốc từ FX cũng sẽ có sẵn trên Hulu ngay sau khi được phát sóng truyền hình, và một số loạt phim nhất định cũng sẽ ra mắt độc quyền trên dịch vụ này.
Vào ngày 14 tháng 1 năm 2021, đã thông báo rằng sau đợt công chiếu độc quyền kéo dài 3 tuần tại IMAX, bộ phim Nomadland của Searchlight sẽ được phát hành trên Hulu cùng với việc công chiếu hạn chế tại rạp và ngoài trời ở Hoa Kỳ vào ngày 19 tháng 2.
Vào ngày 21 tháng 4 năm 2021, Disney đã đạt được thỏa thuận về quyền truyền hình và phát trực tuyến đối với các bộ phim của Sony Pictures từ năm 2022 đến năm 2026, bao gồm quyền thư viện cho một số thương hiệu như Spider-Man, Jumanji và Hotel Transylvania, v.v., và cấp phép anime dưới các thương hiệu Funimation và Crunchyroll cũng như anime do Aniplex of America phát hành, và quyền sau cửa sổ trả phí đầu tiên cho các bản phát hành mới (sau khi thời gian độc quyền với Netflix hết hạn). Thỏa thuận này bao gồm Disney+, Hulu và các kênh truyền hình của Disney. Vào ngày 17 tháng 5 năm 2021, họ bắt đầu Onyx Collective, một thương hiệu nội dung dành cho các nhà sáng tạo.
Vào ngày 31 tháng 8 năm 2021, Disney thông báo rằng họ sẽ ngừng hoạt động phiên bản Mỹ của Hotstar—một dịch vụ phát trực tuyến ngách nhắm đến người Mỹ gốc Ấn Độ—vào cuối năm 2022, với nội dung giải trí gốc của nó chuyển sang Hulu. Kể từ tháng 8 năm 2021, các chương trình của Star India Networks đã có sẵn cho người đăng ký Hulu.

### Tranh cãi về quảng cáo
Vào đầu năm 2024, Hulu đã hứng chịu chỉ trích vì phát sóng các quảng cáo được tạo bằng trí tuệ nhân tạo (AI) bị coi là thúc đẩy quan điểm ủng hộ Israel. Một trong những quảng cáo này mô tả Dải Gaza như một điểm đến du lịch thay vì công nhận bối cảnh địa chính trị phức tạp của khu vực. Một bài viết trên Vice nhấn mạnh rằng nhiều khán giả cảm thấy những quảng cáo này gây tranh cãi do những sai lệch thông tin và thiếu nhạy cảm trước xung đột đang diễn ra. Điều này dẫn đến lời kêu gọi tẩy chay Hulu và công ty mẹ Disney, đơn vị nắm cổ phần đa số tại Hulu.

### Nhà cung cấp nội dung
Các nhà cung cấp nội dung từ bên thứ nhất và bên thứ ba cho Hulu. Dấu hoa thị (*) biểu thị các bên thứ ba.
- 1091 Pictures*
- 20th Century Studios
- 20th Television
- 20th Television Animation
- 4Kids Entertainment*
  - 4Kids TV
  - FoxBox
  - Konami Cross Media NY
  - The CW4Kids
  - Toonzai
- A-1 Pictures*
- A24*
- ABC
  - ABC News
- American International Pictures*
- Animax*
- Aniplex*
- ABS-CBN Corporation*
  - ABS-CBN News and Current Affairs
  - ABS-CBN Studios
  - ANC
  - Cine Mo!
  - Cinema One
  - Dreamscape Entertainment
  - Myx Global
  - Star Cinema
  - Star Creatives
  - TeleRadyo Serbisyo Global
  - TFC
- All3Media*
- AMC Networks*
  - AMC
  - HIDIVE
  - IFC
  - Sundance TV
  - We TV
- Angel Studios*
- Ay Yapım*
- Bandai Namco Filmworks*
- BBC Studios*
- Big Ticket Entertainment*
- BVS Entertainment
- Castel Film Romania*
- Cineverse*
- CJ ENM*
- CloverWorks*
- Constantin Film*
- Discotek Media*
- Disney+ Star Hub
- Disney Television Studios
  - ABC Kids
  - ABC Signature
  - 20th Television
  - 20th Television Animation
  - Disney–ABC Domestic Television
  - Disney Channel
  - Disney Junior
  - Disney XD
  - Disney Television Animation
  - ESPN
  - It's a Laugh Productions
  - Jetix
  - Playhouse Disney
  - Toon Disney
  - Walt Disney Television
- Erler Film*
- FilmRise*
- Film Roman*
- Fox 2000 Pictures*
- Fox*
  - Fox Kids
- Freeform
- Fuji Television*
- FX Networks
  - FX
  - FXX
- GKIDS*
- GMA Network Inc.*
  - GMA Entertainment Group
  - GMA Integrated News
  - GMA Public Affairs
  - GMA Pictures
  - GMA Pinoy TV
  - GMA Life TV
  - GMA News TV
- Gonzo*
- Hallmark Channel*
- Hasbro Entertainment*
- Hollywood Pictures
- Hotstar
- J.C.Staff*
- Kadokawa Corporation*
- Kyoto Animation*
- Illumination*
- Lucasfilm
- Lionsgate Studios*
  - Lionsgate Films
  - Summit Entertainment
  - Roadside Attractions
  - Pantelion Films
  - Good Universe
  - Entertainment One
  - Lionsgate Television
- Marvel Productions
- Marvel Studios
- Marvel Television
- MarVista Entertainment*
- Media Blasters*
- MediaPro Pictures*
- Munhwa Broadcasting Corporation*
- Amazon MGM Studios*
  - MGM Television
  - Metro-Goldwyn-Mayer
  - Orion Pictures
  - American International Pictures
- National Geographic
  - Nat Geo Wild
- NBCUniversal*
  - DreamWorks Animation
  - DreamWorks Animation Television
  - DreamWorks Pictures
  - DreamWorks Television
  - E!
  - NBC
  - Oxygen
  - Syfy
  - Telemundo
  - Universal Animation Studios
  - Universal Content Productions
  - Universal Kids
  - Universal Pictures
  - Universal Television
- Nelvana*
- NHK*
  - NHK General TV
  - NHK Educational TV
- Nihon Ad Systems*
- Nippon TV*
- OLM*
- Paramount Global*
  - BET
  - CBS
  - CBS Films
  - CBS Productions
  - CBS Studios
  - CBS Theatrical Films
  - Comedy Central
  - Comedy Central Films
  - MTV
  - MTV Entertainment Studios
  - Nickelodeon
  - Nickelodeon Animation Studio
  - Nickelodeon Movies
  - Nick Jr. Channel
  - Nicktoons
  - Paramount Network
  - Paramount Pictures
  - Paramount Television
  - Paramount Television Studios
  - TeenNick
  - VH1
  - VH1 Films
- PBS*
  - PBS Kids
- The Pokémon Company*
- Production I.G*
- Saban Capital Group*
  - Saban Brands
  - Saban Films
  - Vortexx
- Samuel Goldwyn Films*
- Screen Media*
- Searchlight Pictures
- Searchlight Television
- Seven Arcs*
- Shout! Studios*
- Shin-Ei Animation*
- Skydance Media*
- Star+
- StudioCanal*
- Studio Deen*
- Studio Ghibli*
- Studio Pierrot*
- Studio Trigger*
- STX Entertainment*
- Sony Pictures*
  - Aniplex of America
  - Columbia Pictures
  - Crunchyroll, LLC
  - Crunchyroll Studios
  - Destination Films
  - PlayStation Productions
  - Screen Gems
  - Sony Pictures Animation
  - Sony Pictures Classics
  - Sony Pictures Television
  - Sony Pictures Television Nonfiction
  - Stage 6 Films
  - TriStar Pictures
  - TriStar Productions
- SynergySP*
- Tatsunoko Production*
- Televisa*
- TMS Entertainment*
- Toei Animation*
- Toei Company*
- Toho*
- Tokyo Broadcasting System*
- Tokyo MX*
- Touchstone Pictures
- Tsuburaya Productions*
- TV Asahi*
- TV Azteca*
- TV Tokyo*
- Viva Communications*
- Viz Media*
- Walt Disney Pictures
- Warner Bros. Discovery*
  - Adult Swim
  - American Heroes Channel
  - Animal Planet
  - Asian Food Network
  - Boomerang
  - Cartoon Network
  - Cartoon Network Studios
  - Cartoonito
  - Castle Rock Entertainment
  - Cinemax
  - CNN
  - CNN Films
  - CNN International
  - Cooking Channel
  - The CW
  - DC Entertainment
  - Destination America
  - Discovery Channel
  - Discovery Life
  - Eurosport
  - Food Network
  - Hanna-Barbera
  - Hanna-Barbera Studios Europe
  - HBO
  - HBO Films
  - HGTV
  - HLN
  - Investigation Discovery
  - Kids' WB
  - Lorimar Television
  - Magnolia Network
  - New Line Cinema
  - New Line Television
  - Oprah Winfrey Network
  - Science Channel
  - TLC
  - Toonami
  - Travel Channel
  - Turner Classic Movies
  - Turner Entertainment
  - Warner Bros. Animation
  - Warner Bros. Family Entertainment
  - Warner Bros. Pictures
  - Warner Bros. Television Studios
  - Warner Bros. Television Studios UK
  - Warner Independent Pictures
  - Warner Premiere
  - The WB
  - Williams Street
- The Weinstein Company
- White Fox*
- WildBrain*

## Dịch vụ

Logo Hulu trên Disney+ được sử dụng từ năm 2024

### Dịch vụ theo yêu cầu của Hulu
Dịch vụ đăng ký của Hulu đã được ra mắt trong một chu kỳ phát hành phần mềm vào ngày 29 tháng 6 năm 2010, và chính thức ra mắt vào ngày 17 tháng 11 năm 2010, dưới thương hiệu Hulu Plus. Dịch vụ này vẫn được hỗ trợ bởi quảng cáo, nhưng nó cung cấp thư viện nội dung mở rộng bao gồm các mùa đầy đủ, quyền truy cập ngay sau ngày phát sóng đối với nội dung mùa hiện tại và nhiều tập hơn của các chương trình có sẵn. Hulu cũng đã ra mắt ứng dụng Hulu Plus trên các loại thiết bị khác, bao gồm di động, máy xem phương tiện kỹ thuật số, và máy chơi trò chơi điện tử. Đến cuối năm 2011, Hulu Plus đã có khoảng 1,5 triệu người đăng ký.
Vào ngày 29 tháng 4 năm 2015, đã thông báo rằng thương hiệu "Hulu Plus" sẽ ngừng hoạt động, và dịch vụ này sẽ được tiếp thị đơn giản là "Hulu" để phù hợp với các đối thủ cạnh tranh chỉ đăng ký. Vào thời điểm đó, dịch vụ đã tăng trưởng lên 9 triệu người đăng ký.
Vào tháng 7 năm 2015, Hulu đang xem xét tùy chọn đăng ký không có quảng cáo với giá khoảng $12 đến $14 mỗi tháng. Điều này đã được xác nhận là sẽ tiến triển tính đến  ngày 2 tháng 9 năm 2015, với gói "Không Quảng Cáo" được định giá ở mức $11,99, cao hơn $4 so với mức phí hàng tháng $7,99 cho gói "Quảng Cáo Hạn Chế", mặc dù một vài loạt phim nổi bật của mạng lưới (ít hơn 10) sẽ giữ lại các đoạn quảng cáo trước và sau khi phát sóng. Bắt đầu từ năm 2019, Hulu dự định bắt đầu hiển thị quảng cáo trên màn hình khi người xem tạm dừng chương trình, mặc dù chưa rõ liệu điều này có áp dụng cho khách hàng trên gói $11,99/tháng Không Quảng Cáo hay không.
Vào tháng 5 năm 2016, Hulu thông báo rằng họ đã đạt được 12 triệu người đăng ký. Vào tháng 1 năm 2018, Hulu thông báo rằng họ đã đạt được 17 triệu người đăng ký.
Vào ngày 8 tháng 8 năm 2016, Hulu thông báo rằng họ sẽ ngừng cung cấp nội dung theo yêu cầu miễn phí và phân phối nó cho Yahoo! trên một trang web mới có tên là Yahoo! Screen. Dịch vụ này đã bao gồm các tập gần đây của các loạt phim từ ABC, Fox và NBC cho đến khi dịch vụ bị ngừng vào năm 2019. Trang web Hulu hiện chỉ dành riêng cho dịch vụ đăng ký.
Vào tháng 5 năm 2018, Hulu đã giới thiệu âm thanh vòm 5.1 surround sound trên một số thiết bị cho nội dung gốc của mình. Vào tháng 12 năm 2016, Hulu bắt đầu phát trực tuyến nội dung ở độ phân giải 4K, cũng chỉ giới hạn trong nội dung gốc của mình. Video 4K đã được giảm âm thầm vào năm 2018 và được giới thiệu lại vào tháng 7 năm 2019. Hulu đã thêm HDR cho một số nội dung gốc của mình vào tháng 8 năm 2021.
Vào ngày 23 tháng 1 năm 2019, Hulu thông báo giảm giá $2 cho gói cơ bản có quảng cáo xuống còn $5,99. Gói $5,99 hàng tháng trước đây đã được cung cấp như một ưu đãi khuyến mãi kể từ cuối năm 2017, nơi những người dùng đăng ký (hoặc kích hoạt lại tài khoản mà trước đó đã kết thúc dịch vụ) trong thời gian ưu đãi sẽ giữ mức giá này trong cả năm trước khi trả mức giá thông thường.
Kể từ khi ra mắt Disney+ vào tháng 11 năm 2019, dịch vụ này đã có sẵn tại Hoa Kỳ trong một gói với Hulu và ESPN+, với giá $12,99 mỗi tháng cho gói Hulu có quảng cáo và $18,99 cho gói Hulu không quảng cáo.
Vào ngày 7 tháng 9 năm 2021, Disney thông báo rằng Hulu sẽ tăng giá vào ngày 8 tháng 10 năm 2021. Gói Hulu có quảng cáo sẽ tăng từ $5,99 lên $6,99 mỗi tháng, trong khi gói Hulu không quảng cáo sẽ tăng từ $11,99 lên $12,99 mỗi tháng. Gói Hulu truyền hình trực tiếp và gói Disney, bao gồm Disney+, Hulu có quảng cáo và ESPN+ với giá $13,99 mỗi tháng, sẽ không tăng giá tại thời điểm này.

### Dịch vụ Hulu + Live TV
Vào ngày 4 tháng 5 năm 2016, Hulu thông báo rằng họ có kế hoạch bắt đầu cung cấp dịch vụ truyền hình trực tiếp "lập trình từ các thương hiệu phát sóng và cáp" vào một thời điểm nào đó trong năm 2017. Vào ngày 1 tháng 11 năm 2016, các cổ đông chính gồm 21st Century Fox, bao gồm Fox Networks Group (Fox, Fox Sports, Fox News Channel, FX Networks, và National Geographic) và Walt Disney Company, bao gồm Disney–ABC Television Group và ESPN Inc. (ABC, Disney Channel, Disney Junior, Disney XD, Freeform, ESPN, ESPN2, ESPNU, SEC Network, và ESPN3) đã đồng ý cung cấp các kênh của họ cho dịch vụ phát trực tuyến này, cùng với Warner Bros. Discovery, bao gồm Turner Broadcasting System (TBS, TNT, Turner Classic Movies, TruTV, CNN, HLN, CNN International, Cartoon Network, Adult Swim, và Boomerang) vào ngày 3 tháng 8 năm 2016, vốn trước đó đã đạt được thỏa thuận với Hulu.
Dịch vụ này, ban đầu được tiếp thị dưới tên gọi "Hulu with Live TV," ra mắt thử nghiệm vào ngày 3 tháng 5 năm 2017, bao gồm nội dung từ NBCUniversal (Bravo, Cozi TV, NBC, Oxygen, SYFY, Sprout, và Telemundo), A+E Networks (A&E, History, và Lifetime), CBS Corporation (CBS, Pop TV, Smithsonian Channel, và Showtime), và Scripps Networks Interactive (Cooking Channel, Food Network, và HGTV). Dịch vụ sau đó được đổi tên thành "Hulu + Live TV" và bao gồm các luồng trực tiếp hơn 75 kênh phát sóng và kênh cáp, bao gồm các nguồn cấp dữ liệu của năm mạng phát sóng lớn – ABC, CBS, NBC, Fox và The CW – cũng như các kênh cáp thuộc sở hữu của Hulu-part-owner Disney, cùng với NFL Network, Paramount Global với Showtime, A+E Networks, Comcast's NBCUniversal, Fox Corporation, Warner Bros. Discovery với HBO, Cinemax, và Starz có sẵn dưới dạng tiện ích bổ sung với phí thêm. Đại diện của Hulu cho biết rằng họ có ý định đàm phán các thỏa thuận phân phối với các nhóm phát thanh độc lập để giành quyền phân phối các trạm địa phương từ các thị trường bổ sung.
Đến tháng 5 năm 2018, dịch vụ này đã đạt 800.000 người đăng ký.
Vào ngày 29 tháng 11 năm 2018, Hulu + Live TV đã thêm các Mạng Discovery (Discovery, TLC, MotorTrend, Animal Planet và Investigation Discovery) vào gói Scripps Networks Interactive được tích hợp trong dịch vụ cốt lõi của Hulu + Live TV. Nhiều kênh mang thương hiệu Discovery cũng được cung cấp thông qua các gói bổ sung; Destination America, Discovery Family, Science Channel, Discovery Life, và American Heroes Channel đã được thêm vào gói Giải trí giá $7,99 mỗi tháng và Discovery Channel và Discovery Familia được thêm vào gói ngôn ngữ Tây Ban Nha giá $4,99 mỗi tháng.
Vào quý 3 năm 2019, Hulu đã vượt qua Sling TV để trở thành dịch vụ truyền hình trả tiền OTT hàng đầu tại Hoa Kỳ, với 2,7 triệu người đăng ký.
Dịch vụ này ban đầu được định giá ở mức $39,99 mỗi tháng. Vào tháng 12 năm 2019, giá đã tăng lên $54,99 mỗi tháng (sau khi trước đó đã tăng lên $44,99). Vào tháng 11 năm 2020, giá của Hulu + Live TV tăng lên $64,99 mỗi tháng. Giá của gói không quảng cáo bao gồm cả Live TV cũng tăng lên $70,99.
Vào ngày 19 tháng 1 năm 2021, NewsNation của Nexstar ra mắt trên Hulu + Live TV. Vào ngày 30 tháng 4, dịch vụ này đã bổ sung chín mạng của ViacomCBS (nay là Paramount) (BET, Comedy Central, MTV, Nickelodeon, Paramount Network, VH1, CMT, Nick Jr. Channel, và TV Land) vào gói cơ bản, cùng với BET Her, MTV2, MTV Classic, Nicktoons và TeenNick trong tiện ích bổ sung Giải trí. Vào ngày 10 tháng 11, Disney thông báo rằng Hulu + Live TV đã đạt bốn triệu người đăng ký. Vào ngày 21 tháng 12, công ty thông báo rằng tính năng ghi DVR không giới hạn, Disney+ và ESPN+ sẽ được bao gồm trong Hulu + Live TV, nhưng giá của dịch vụ sẽ tăng thêm $5.
Vào ngày 14 tháng 11 năm 2022, Hulu thông báo rằng họ đã thêm The Weather Channel và Comedy.TV vào đầu tháng và rằng Hallmark Channel và Hallmark Movies & Mysteries sẽ được thêm vào ngày hôm đó. Hallmark Drama cũng sẽ có sẵn trong tiện ích bổ sung Giải trí. Hulu cũng thông báo rằng vào ngày 1 tháng 12, năm kênh video âm nhạc Vevo sẽ được ra mắt, cùng với theGrio Television Network, JusticeCentral.TV và The Weather Channel en Español.
Vào ngày 6 tháng 1 năm 2025, FuboTV đồng ý bán 70% cổ phần đa số trong hoạt động kinh doanh vMVPD của mình cho Disney và sáp nhập với dịch vụ truyền hình trực tiếp của Hulu. Công ty sau sáp nhập sẽ được dẫn dắt bởi đội ngũ điều hành của Fubo và vẫn là một công ty đại chúng, nhưng với Disney nắm quyền kiểm soát đa số trong hội đồng quản trị. Cả hai dịch vụ Fubo và Hulu + Live TV sẽ tiếp tục hoạt động dưới các thương hiệu tương ứng, với Fubo chịu trách nhiệm về các cuộc đàm phán phân phối. Thỏa thuận này loại trừ dịch vụ theo yêu cầu của Hulu, vốn sẽ tiếp tục được Disney sở hữu độc quyền. Như một phần của thỏa thuận, Fubo cũng đã giải quyết vụ kiện chống lại ESPN Inc. (được sở hữu phần lớn bởi Disney), Fox Corporation, và Warner Bros. Discovery liên quan đến việc công bố liên doanh phát trực tuyến thể thao Venu Sports, với Fubo thắng kiện vào tháng 8 năm 2024 và được cấp lệnh cấm sơ bộ ngăn chặn việc ra mắt. Liên doanh dự kiến sẽ thực hiện một khoản thanh toán một lần trị giá $220 triệu. Fubo cũng đạt được thỏa thuận phân phối cho bộ kênh của Disney. Việc sáp nhập dự kiến sẽ hoàn thành trong khoảng từ 12 đến 18 tháng, tùy thuộc vào sự chấp thuận của cơ quan quản lý.

## Số liệu khán giả
Số liệu khán giả cho trang web được theo dõi bởi các công ty đo lường như YouGov, Comscore, Nielsen Media Research, và Quantcast. Trong đối tác với comScore, Hulu là công ty kỹ thuật số đầu tiên nhận được đo lường đa nền tảng ở cấp độ cá nhân bao gồm co-viewing cho các thiết bị phòng khách.
Độ tin cậy của các chỉ số này đã bị đặt câu hỏi, một phần do các ước tính khác nhau đáng kể. Ví dụ, giữa tháng 5 và tháng 6 năm 2010, ComScore đã cập nhật phương pháp luận đánh giá và các ước tính của mình cho Hulu. Số lượng người xem của Hulu sẽ giảm từ 43,5 triệu xuống còn 24 triệu trong một tháng. Trong báo cáo xu hướng kỹ thuật số năm 2010 của comScore, báo cáo Tổng Quan Kỹ Thuật Số Năm của comScore phát hiện rằng Hulu được xem nhiều gấp đôi so với những người xem trên các trang web của năm mạng truyền hình lớn kết hợp.
Vào tháng 5 năm 2018, Hulu thông báo rằng họ đã vượt qua con số 20 triệu người đăng ký tại Hoa Kỳ. Con số này, khiến công ty còn cách Netflix khoảng 36 triệu lượt đăng ký, được tiết lộ trong một buổi thuyết trình truyền thông tại Hulu Theater mới được đặt tên tại Madison Square Garden ở New York. Hulu cho biết họ đã tăng tổng mức tương tác lên hơn 60%, với 78% lượt xem diễn ra trong phòng khách trên các TV kết nối.

## Giải thưởng và đề cử
Chương trình gốc của Hulu, The Handmaid's Tale, đã giành được hai giải thưởng tại Giải thưởng phê bình truyền hình thường niên lần thứ 33 cho Chương trình của năm và Thành tựu xuất sắc trong phim chính kịch. Tại Lễ trao giải Emmy lần thứ 69, Hulu đã giành được tổng cộng tám giải thưởng cho loạt phim này và trở thành dịch vụ phát trực tuyến đầu tiên giành giải Phim chính kịch xuất sắc nhất. The Handmaid's Tale cũng nhận được các giải Emmy cho Đạo diễn xuất sắc nhất, Kịch bản xuất sắc nhất, Quay phim xuất sắc nhất và Thiết kế sản xuất xuất sắc nhất. Elisabeth Moss đã giành giải Emmy cho Nữ diễn viên chính xuất sắc nhất, và Ann Dowd giành giải Nữ diễn viên phụ xuất sắc nhất. Tại lễ trao giải Quả cầu vàng lần thứ 75, The Handmaid's Tale đã giành được hai giải thưởng, Phim chính kịch truyền hình hay nhất và Nữ diễn viên chính xuất sắc nhất trong phim chính kịch truyền hình (Elisabeth Moss).
Tại Giải thưởng Tài liệu Phê bình Điện ảnh năm 2016, tài liệu đầu tiên được Hulu phát hành, The Beatles: Eight Days A Week – The Touring Years đã giành giải thưởng cho Phim Tài liệu Âm nhạc Xuất sắc nhất. Bộ phim tài liệu này cũng nhận được các giải thưởng Giải Grammy cho Phim Âm nhạc Xuất sắc nhất tại Giải Grammy năm 2017 và Phim Tài liệu Xuất sắc nhất tại Giải thưởng Movies for Grownups lần thứ 16. Tại Creative Arts Emmy Awards, bộ phim tài liệu đã giành được hai giải Emmy bao gồm Biên tập Âm thanh Xuất sắc và Hòa âm Xuất sắc.
Tại Giải Primetime Emmy lần thứ 68 năm 2016, Hulu đã nhận được đề cử Giải Emmy đầu tiên cho loạt phim gốc của mình, 11.22.63 và Triumph's Election Special 2016. Năm 2016, Hulu nhận được đề cử Giải Quả cầu vàng đầu tiên cho loạt phim gốc Casual trong hạng mục Loạt phim Truyền hình, Hài kịch.
Năm 2020, loạt phim gốc của Hulu The Bravest Knight đã giành giải GLAAD Media Award for Outstanding Kids and Family Programming.
U.S. News & World Report xếp hạng Hulu là 'Dịch vụ Truyền hình Trực tiếp Tốt nhất' năm 2022.